# ルツェルナ宮殿
座標: 北緯50度04分54.0秒 東経14度25分33.7秒 / 北緯50.081667度 東経14.426028度

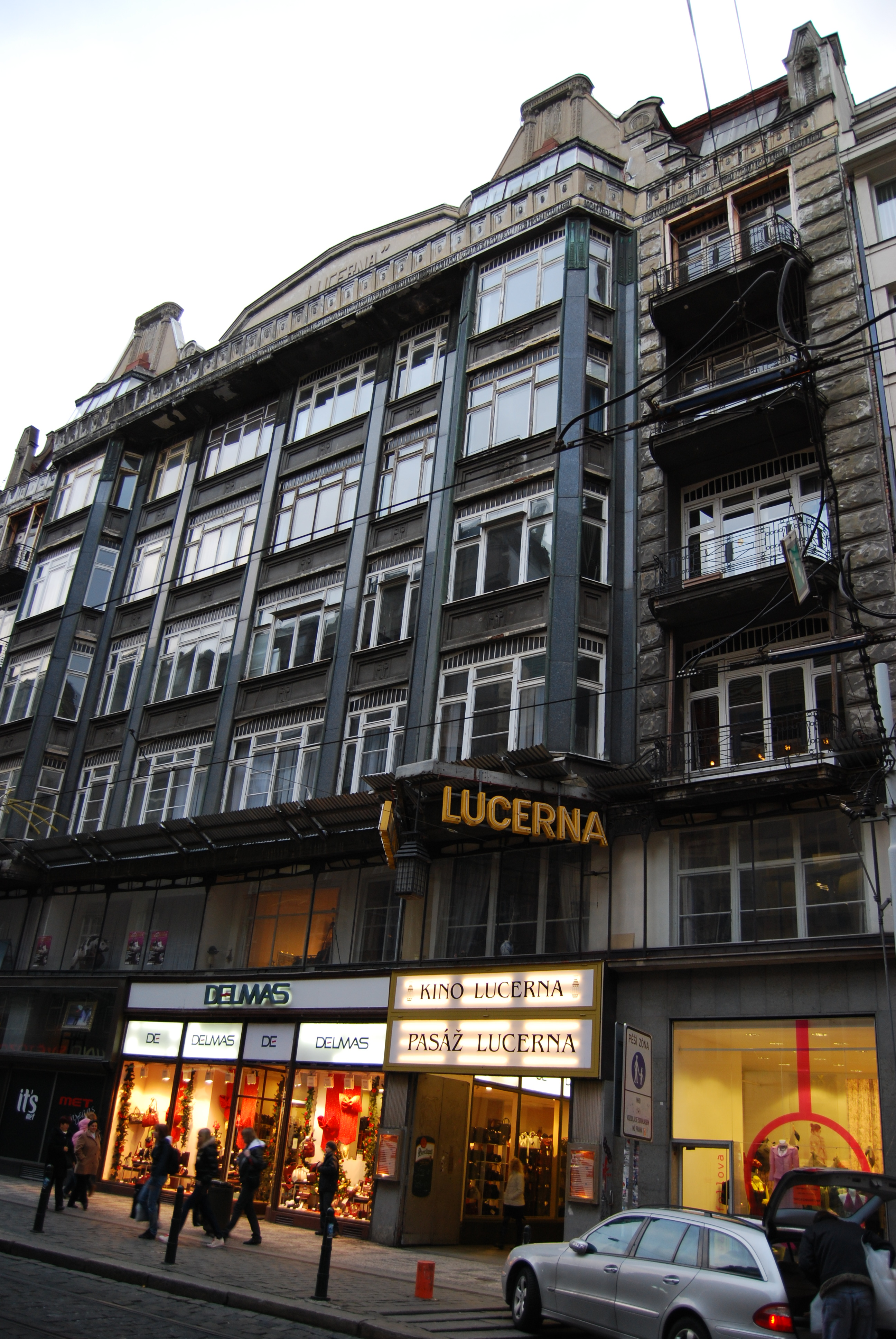
Vodičkova通り沿いからみたルツェルナ宮殿

ルツェルナ宮殿（チェコ語：Palác Lucerna、パラーツ・ルツェルナ）は、チェコ共和国・プラハの新市街にある建物。ヴァーツラフ広場近くに位置しており、建物内のパサージュはVodičkova通りとŠtěpánská通りを結んでいる。
プラハ初の多目的施設で、1907年から1921年にかけて、Stanislav BechyněとVácslav Havel（元チェコ大統領のヴァーツラフ・ハヴェルの祖父）によって建設された。
ルツェルナ宮殿最初の飲食店は、1909年開業の日本風喫茶店の"Jokohama"（ヨコハマ）だった（現在はパブ"HOSPODA V LUCERNĚ"になっている）。また、1909年開業の"Kina Lucerna"は、チェコ初の映画館である。